# 片野寬理
片野寬理（Hiromichi Katano，1986年4月6日—），日本足球運動員，司職中後衛，現時效力泰超球會達叻。

## 球員生涯
片野的足球轨迹是日本传统的职业足球发展模式：从基层校园足球开始，到低级别职业联赛，完全靠自己的后天努力来弥补先天的不足。片野从高中开始踢球，但由于学校并不是足球强校，并没有踢出什么名堂。片野的大学是日本有名的私立大学顺天堂大学，但足球也并不是学校的强项。在2005年大学毕业后片野进入职业足坛，加入了当时JFL联赛（当时是日本第三级别联赛，现日本第四级别联赛）的栃木SC（现日乙联赛球队），两年的时间为球队出战34场打入4球，表现可圈可点。
2008年片野转会同级别联赛的佐川印刷SC（后更名SP京都FC，球队在2016年解散并退出JFL联赛），2009年转会同级别联赛的北九州新浪（现日丙联赛的北九州向日葵）。在JFL联赛摸爬滚打5年后，2010年片野所在的北九州新浪被正式认可加入日乙联赛，片野也算是在日本职业联赛上了一个台阶，但可惜的是球队实力不济，第一年日乙联赛最终垫底，还创造了日职联赛（包含日职、日乙、日丙）的两个并不光彩的记录：全年仅1胜、全年主场仅1胜。全年客场0胜的记录虽然不是独占，也算是被钉上了耻辱柱。
2010年赛季结束之后，片野并没有和球队续约，决定开始自己的海外职业生涯，5年间72场比赛4个进球，片野的日本职业发展画上了一个句号。2011年赛季，片野加入了泰超联赛的Osotspa M-150 Saraburi F.C.，片野适应泰超联赛的速度非常快，第二场比赛便贡献两粒进球帮助球队获得赛季主场首胜，也是四年来的首次联赛得分。在球队效力的四年间片野都是后防主力，出场110次打入7球。可惜好景不长，由于泰超联赛在2014年只批准球队注册五个外援，减少了两个名额令外援竞争更加激烈，加上球队管理层的问题，片野的续约也是迟迟没有得到正面回应。
2015年片野被迫离开泰超联赛加盟了港超联赛的标准流浪。在接受香港记者采访时，片野也坦言：“四年来我主要担任左右边卫，所以我在泰国已经被定型了，因此在削减外援之后我的处境有点不妙。在球队那么久我当然希望能继续效力，但赛季后球队的管理层有变，问题不少，而我的续约问题也是迟迟没有答复，我只好另谋出路。经纪人找来两个选择：泰甲或是港超。泰甲毕竟是第二级联赛，而那球队给我的薪水也不算很高，于是我就选择来香港一试。经纪人说那香港球队需要一个亚洲中坚，如今那个中坚就是我了。”
虽然来到了港超联赛，但片野却是身在曹营心在汉，依旧挂念着泰超联赛的情况。在踢了半个赛季8场比赛之后，2015年片野重返泰超联赛，加入了当年泰超升班马素可泰。
重回泰超的片野作为球队主力后卫，在58场比赛里打入10球，也创造了自己职业生涯新的记录。2016赛季，片野幸运地随队得到了泰国足协杯冠军进入亚冠联赛资格赛（2016年10月14日，因泰国国王普密蓬·阿杜德去世，泰国足协决定取消当年剩下的所有足球赛事，泰国足协杯由四强球队抽签决定冠军及亚冠资格赛席位归属，最终素可泰幸运地被抽中），但在资格赛最后一轮0-3负于中国的上海上港，无缘亚冠正赛。
片野个人的巅峰时刻是在2017年赛季第18轮对阵排名第二的蒙通联的比赛，片野在球队0-2落后的情况下几乎是凭借一己之力在下半场11分钟内独中两元帮助球队2-2战平对手，拿到宝贵的1分。赛季结束时素可泰位列泰超联赛第15名，压线保级成功。
2018年片野加盟了泰超联赛的桐艾FC，继续驰骋在自己熟悉的泰国职业联赛。

## 外部連結
- 香港足球總會註冊球員資料 （页面存档备份，存于）
- 片野寛理オフィシャルブログ （页面存档备份，存于）
- 片野寬理的X（前Twitter）
- 片野寬理的Instagram帳戶
- YouTube上的
- 片野寛理 - note
- Soccerway資料庫：片野寬理
- transfermarkt （页面存档备份，存于）